# Break My Heart (Dua Lipa-dal)
A Break My Heart Dua Lipa angol énekesnő dala a 2020-as Future Nostalgia című második stúdióalbumáról. A dalt Lipa, Ali Tamposi, Stefan Johnson, Jordan K. Johnson és Andrew Watt szerezték, míg a produceri munkát Watt a The Monsters & Strangerz producercsapattal végezte. Az INXS Need You Tonight című slágerének gitár riffjéhez való hasonlóság miatt az együttes tagjait, Andrew Farrisst és Michael Hutchence-t is dalszerzőkként jelölték meg. A dal 2020. március 25-én jelent meg digitális letöltés és streaming formában a Warner Records kiadó gondozásában a Future Nostalgia harmadik kislemezeként. Az amerikai popzenei rádiókban 2020. március 31-én jelent meg, így az album második kislemeze lett az Egyesült Államokban.
A Break My Heart egy dance-pop és disco-funk dal, a house stílus és az Europop és dance ütemek használatával jellemezhető 1980-as évek zenéjének elemeivel. Egy érzelmes dal, melyben Lipa azt a kérdést teszi fel magának, hogy vajon új szerelme összetöri-e a szívét. A kritikusok dicsérték a dal produceri munkáját, voltak azonban akik negatívan vélekedtek a Need You Tonight hangmintájának használatáról. A hatodik helyen debütált a brit kislemezlistán, míg a tizenharmadik volt a legjobb pozíciója a Billboard Hot 100-on. Amerikában ez volt Lipa karrierjének legelőkelőbb helyen debütált dala a 21. helyezéssel. Világszerte 17 országban került a slágerlisták első tíz helyezettje közé, köztük Izraelben is, ahol első helyet ért el. A Break My Heart számos minősítést ért el, köztük a Brit Hanglemezgyártók Szövetsége (BPI) platinalemez elismeréssel jutalmazta.
A dalhoz készült 1990-es évek inspirálta videóklipet Henry Scholfield rendezte, és 2020. március 26-án jelent meg. A klipben Lipa látható több egymáshoz kapcsolódó jelenetben, ahogy kezdetben még sebezhető énje a végére magabiztossá válik. A kritikusok dicsérték a klipet Scholfield színhasználata miatt. Egy animált videóklipet, egy Spotify vertikális videót és egy dalszöveges videót is bemutattak a Break My Hearthoz. Lipa különböző televíziós műsorokban népszerűsítette a dalt, így fellépett többek közt a The Tonight Show Starring Jimmy Fallonban, a Big Brother Brasil 20-ben és a Graduate Togetherben. A dalhoz olyan előadók készítettek remixet, mint Jax Jones és Joris Voorn.

## A kislemez dalai és formátumai
| - Streaming és digitális letöltés 1. Break My Heart — 3:41 - Streaming és digitális letöltés – Jax Jones Midnight Snack Remix 1. Break My Heart (Jax Jones Midnight Snack Remix) — 3:43 - Streaming és digitális letöltés – Joris Voorn Remix 1. Break My Heart (Joris Voorn Remix) — 6:32 - Streaming és digitális letöltés – Solardo Remix 1. Break My Heart (Solardo Remix) — 7:16 | - Streaming és digitális letöltés – Moon Boots Remix 1. Break My Heart (Moon Boots Remix) — 2:59 - Digitális letöltés – Moon Boots Extended Remix 1. Break My Heart (Moon Boots Extended Remix) — 4:46 - Streaming és digitális letöltés – Moodymann Remix 1. Break My Heart (Moodymann Remix) — 5:52 |

## Slágerlistás helyezések
| Slágerlista (2020–2021)               | Legjobb helyezés |
| ------------------------------------- | ---------------- |
| Argentina (Argentina Hot 100)         | 25               |
| Ausztrália (ARIA)                     | 7                |
| Ausztria (Ö3 Austria Top 40)          | 20               |
| Belgium (Ultratop 50 Flanders)        | 14               |
| Belgium (Ultratop 50 Wallonia)        | 8                |
| Bolívia (Monitor Latino)              | 7                |
| Brazília (Top 100 Brasil)             | 43               |
| Kanada (Canadian Hot 100)             | 13               |
| Kanada AC (Billboard)                 | 13               |
| Kanada CHR/Top 40 (Billboard)         | 3                |
| Kanada Hot AC (Billboard)             | 3                |
| Kolumbia (National-Report)            | 81               |
| Costa Rica (Monitor Latino)           | 17               |
| Horvátország (HRT)                    | 2                |
| Csehország (Rádio Top 100)            | 2                |
| Csehország (Singles Digitál Top 100)  | 7                |
| Dánia (Tracklisten Top 40)            | 22               |
| Ecuador (Monitor Latino)              | 11               |
| Észtország (Eesti Tipp-40)            | 6                |
| Európa (Euro Digital Songs)           | 10               |
| Finnország (Singlet Top 20)           | 15               |
| Franciaország (SNEP)                  | 56               |
| Németország (Media Control Charts)    | 26               |
| Global 200 (Billboard)                | 47               |
| Görögország (IFPI)                    | 7                |
| Magyarország (Dance Top 40)           | 9                |
| Magyarország (Rádiós Top 40)          | 2                |
| Magyarország (Single Top 40)          | 12               |
| Magyarország (Stream Top 40)          | 6                |
| Írország (IRMA)                       | 3                |
| Izrael (Media Forest)                 | 1                |
| Olaszország (FIMI)                    | 21               |
| Japán Hot Overseas (Billboard)        | 13               |
| Lettország (Latvijas Top 40)          | 3                |
| Litvánia (AGATA)                      | 2                |
| Libanon (OLT20)                       | 6                |
| Malajzia (RIM)                        | 18               |
| Mexikó Airplay (Billboard)            | 4                |
| Hollandia (Top 40)                    | 2                |
| Hollandia (Single Top 100)            | 12               |
| Új-Zéland (Recorded Music NZ)         | 12               |
| Norvégia (VG-lista)                   | 20               |
| Paraguay (Monitor Latino)             | 8                |
| Lengyelország (Polish Airplay Top 20) | 2                |
| Portugália (AFP)                      | 19               |
| Puerto Rico (Monitor Latino)          | 5                |
| Románia (Airplay 100)                 | 42               |
| Skócia (Scottish Singles Top 40)      | 14               |
| Szingapúr (RIAS)                      | 9                |
| Szlovákia (Rádio Top 100)             | 18               |
| Szlovákia (Singles Digitál Top 100)   | 7                |
| Szlovénia (SloTop50)                  | 5                |
| Dél-Korea (Gaon)                      | 165              |
| Spanyolország (PROMUSICAE)            | 22               |
| Svédország (Sverigetopplistan)        | 21               |
| Svájc (Schweizer Hitparade)           | 18               |
| Egyesült Királyság (UK Singles Chart) | 6                |
| US Billboard Hot 100                  | 13               |
| US Adult Contemporary (Billboard)     | 6                |
| US Adult Top 40 (Billboard)           | 2                |
| US Dance/Mix Show Airplay (Billboard) | 2                |
| US Mainstream Top 40 (Billboard)      | 1                |
| US Rhythmic (Billboard)               | 40               |
| US Rolling Stone Top 100              | 11               |
| Venezuela (Record Report)             | 58               |

| Slágerlista (2020)                   | Legjobb helyezés |
| ------------------------------------ | ---------------- |
| Brazil Streaming (Pro-Música Brasil) | 23               |

| Slágerlista (2020)                    | Helyezés |
| ------------------------------------- | -------- |
| Argentína Airplay (Monitor Latino)    | 29       |
| Ausztrália (ARIA)                     | 31       |
| Belgium (Ultratop Flanders)           | 29       |
| Belgium (Ultratop Wallonia)           | 27       |
| Horvátország (ARC Top 40)             | 17       |
| FÁK (Tophit)                          | 25       |
| Kanada (Canadian Hot 100)             | 35       |
| Dánia (Tracklisten)                   | 91       |
| Franciaország (SNEP)                  | 122      |
| Magyarország (Dance Top 40)           | 38       |
| Magyarország (Rádiós Top 40)          | 19       |
| Magyarország (Single Top 40)          | 50       |
| Izland (Plötutíðindi)                 | 29       |
| Írország (IRMA)                       | 32       |
| Olaszország (FIMI)                    | 92       |
| Hollandia (Dutch Top 40)              | 15       |
| Hollandia (Single Top 100)            | 50       |
| Lengyelország (ZPAV)                  | 35       |
| Oroszország Airplay (Tophit)          | 24       |
| Svédország (Sverigetopplistan)        | 98       |
| Svájc (Schweizer Hitparade)           | 70       |
| Egyesült Királyság (OCC)              | 43       |
| US Billboard Hot 100                  | 33       |
| US Adult Contemporary (Billboard)     | 30       |
| US Adult Top 40 (Billboard)           | 9        |
| US Dance/Mix Show Airplay (Billboard) | 6        |
| US Mainstream Top 40 (Billboard)      | 5        |

## Minősítések
| Régió                                                            | Minősítés  | Eladott példányszám |
| ---------------------------------------------------------------- | ---------- | ------------------- |
| Ausztria (IFPI Austria)                                          | arany      | 15 000‡             |
| Belgium (BEA)                                                    | platina    | 40 000‡             |
| Brazília (Pro-Música Brasil)                                     | gyémánt    | 160 000‡            |
| Dánia (IFPI Denmark)                                             | arany      | 45 000‡             |
| Egyesült Államok (RIAA)                                          | platina    | 1 000 000‡          |
| Egyesült Királyság (BPI)                                         | platina    | 600 000‡            |
| Franciaország (SNEP)                                             | arany      | 100 000‡            |
| Kanada (Music Canada)                                            | platina    | 80 000‡             |
| Lengyelország (ZPAV)                                             | 2× platina | 40 000‡             |
| Norvégia (IFPI Norway)                                           | platina    | 60 000‡             |
| Olaszország (FIMI)                                               | platina    | 70 000‡             |
| Portugália (AFP)                                                 | platina    | 10 000‡             |
| Spanyolország (PROMUSICAE)                                       | arany      | 20 000‡             |
| Új-Zéland (RMNZ)                                                 | arany      | 15 000‡             |
| ‡ Eladási+streaming példányszámok kizárólag a minősítés alapján. |            |                     |

## Megjelenések
| Regió              | Dátum                | Formátum(ok)                      | Változat                       | Kiadó  | Forr.   |
| ------------------ | -------------------- | --------------------------------- | ------------------------------ | ------ | ------- |
| Világszerte        | 2020. március 25.    | Digitális letöltés streaming      | Eredeti                        | Warner | [ 114 ] |
| Ausztrália         | 2020. március 27.    | Poprádiós megjelenés              | Eredeti                        | Warner | [ 115 ] |
| Egyesült Királyság | 2020. március 27.    | Poprádiós megjelenés              | Eredeti                        | Warner | [ 116 ] |
| Egyesült Államok   | 2020. március 31.    | Poprádiós megjelenés              | Eredeti                        | Warner | [ 117 ] |
| Egyesült Királyság | 2020. április 11.    | Felnőtt kortárs rádiós megjelenés | Eredeti                        | Warner | [ 118 ] |
| Egyesült Államok   | 2020. április 27.    | Felnőtt kortárs rádiós megjelenés | Eredeti                        | Warner | [ 119 ] |
| Olaszország        | 2020. május 15.      | Poprádiós megjelenés              | Eredeti                        | Warner | [ 120 ] |
| Világszerte        | 2020. május 22.      | Digitális letöltés streaming      | Jax Jones Midnight Snack Remix | Warner | [ 1 ]   |
| Világszerte        | 2020. május 29.      | Digitális letöltés streaming      | Joris Voorn Remix              | Warner | [ 2 ]   |
| Világszerte        | 2020. június 12.     | Digitális letöltés streaming      | Solardo Remix                  | Warner | [ 3 ]   |
| Világszerte        | 2020. június 12.     | Digitális letöltés streaming      | Moon Boots Remix               | Warner | [ 4 ]   |
| Világszerte        | 2020. szeptember 11. | Digitális letöltés streaming      | Moodymann Remix                | Warner | [ 6 ]   |

## Fordítás
- Ez a szócikk részben vagy egészben  a   Break My Heart (Dua Lipa song) című angol Wikipédia-szócikk fordításán alapul.  Az eredeti cikk szerkesztőit annak laptörténete sorolja fel. Ez a jelzés csupán a megfogalmazás eredetét és a szerzői jogokat jelzi, nem szolgál a cikkben szereplő információk forrásmegjelöléseként.